# Lijst van nummer 1-hits in de Verrukkelijke 15 in 1989
Deze nummers stonden in 1989 op nummer 1 in de Verrukkelijke 15. Na de uitzending van 10 oktober hield de Verrukkelijke 15 op te bestaan, tot deze in 2020 nieuw leven werd ingeblazen.
| Nummer | Datum        | Artiest                      | Titel                             |
| ------ | ------------ | ---------------------------- | --------------------------------- |
| 116    | 3 januari    | U2                           | Angel of Harlem                   |
| 117    | 10 januari   | Tina Turner & David Bowie    | Tonight                           |
| 118    | 17 januari   | Aerosmith                    | Rag Doll                          |
| 119    | 24 januari   | Fine Young Cannibals         | She Drives Me Crazy               |
| 117    | 31 januari   | Tina Turner & David Bowie    | Tonight                           |
| 120    | 7 februari   | Neneh Cherry                 | Buffalo Stance                    |
| 121    | 14 februari  | Simple Minds                 | Belfast Child                     |
|        | 21 februari  | Simple Minds                 | Belfast Child                     |
|        | 28 februari  | Simple Minds                 | Belfast Child                     |
|        | 7 maart      | Simple Minds                 | Belfast Child                     |
| 122    | 14 maart     | Madonna                      | Like a Prayer                     |
|        | 21 maart     | Madonna                      | Like a Prayer                     |
|        | 28 maart     | Madonna                      | Like a Prayer                     |
| 123    | 4 april      | René Froger & Het Goede Doel | Alles Kan Een Mens Gelukkig Maken |
| 124    | 11 april     | Guns N' Roses                | Paradise City                     |
|        | 18 april     | Guns N' Roses                | Paradise City                     |
|        | 25 april     | Guns N' Roses                | Paradise City                     |
| 125    | 2 mei        | The Cure                     | Lullaby                           |
| 126    | 9 mei        | De La Soul                   | Me Myself and I                   |
|        | 16 mei       | De La Soul                   | Me Myself and I                   |
| 127    | 23 mei       | Queen                        | I Want It All                     |
|        | 30 mei       | Queen                        | I Want It All                     |
|        | 6 juni       | Queen                        | I Want It All                     |
| 128    | 13 juni      | Neneh Cherry                 | Manchild                          |
| 129    | 20 juni      | Gerard Joling                | No More Bolero's                  |
| 130    | 27 juni      | Prince                       | Batdance                          |
|        | 4 juli       | Prince                       | Batdance                          |
| 131    | 11 juli      | Guns N' Roses                | Patience                          |
|        | 18 juli      | Guns N' Roses                | Patience                          |
| 132    | 25 juli      | Queen                        | Breakthru                         |
| 133    | 1 augustus   | Van Morrison                 | Have I Told You Lately            |
| 134    | 8 augustus   | Margaret Singana             | We Are Growing (Shaka Zulu)       |
|        | 15 augustus  | Margaret Singana             | We Are Growing (Shaka Zulu)       |
| 135    | 22 augustus  | Tears for Fears              | Sowing the Seeds of Love          |
| 136    | 29 augustus  | Rod Stewart                  | Crazy About Her                   |
| 135    | 5 september  | Tears for Fears              | Sowing the Seeds of Love          |
|        | 12 september | Tears for Fears              | Sowing the Seeds of Love          |
|        | 19 september | Tears for Fears              | Sowing the Seeds of Love          |
| 137    | 26 september | Alice Cooper                 | Poison                            |
| 138    | 3 oktober    | Queen                        | The Invisible Man                 |
| 139    | 10 oktober   | Milli Vanilli                | Girl I'm Gonna Miss You           |